# Convento del Carmen Calzado (Valladolid)

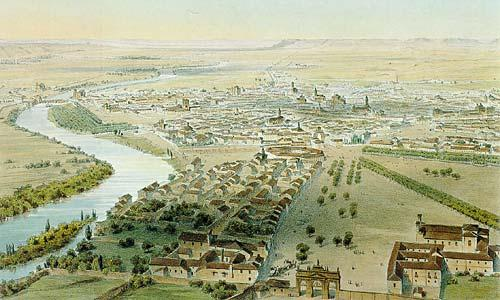
Dibujo de Alfred Guesdon. En primer plano, a la derecha, aparece el convento del Carmen Calzado, demolido en 1930

El convento del Carmen Calzado de Valladolid (España) fue fundado por la orden religiosa  de Nuestra Señora del Monte Carmelo a mediados del siglo XVI. Eran  conocidos como carmelitas calzados para distinguirlos de los carmelitas descalzos que surgieron tras la reforma. El complejo monástico ocupó unos terrenos al sur del ejido concejil (futuro Campo Grande), fuera de la puerta del Campo. Su situación junto al camino que conducía a Madrid propició la estancia y descanso de diversas personalidades antes de entrar en la villa. En el siglo XIX y a partir de la Guerra de la Independencia empezó su decadencia. Se acondicionó para hospital y más tarde con la exclaustración terminó para siempre la vida conventual transformándose sus edificios en hospital militar. En 1930 se derribó totalmente la iglesia y el resto de edificios que aún se conservaban pasando a formar parte de Patrimonio desaparecido de Valladolid; muchas de sus obras de arte fueron dispersas y la mayoría desaparecidas.
En 1997 el Ministro de Defensa español acordó su venta con el Ayuntamiento y la Junta de Castilla y León. Fue entonces habilitado como centro de hemodonación y hemoterapia más ambulatorio de la zona. Se instaló allí la Gerencia Regional de Salud de Castilla y León y el servicio del 112.

## Historia
Cuando los religiosos llegaron a Valladolid  en 1551 con la intención de fundar un monasterio se albergaron en una casa de recreo que les cedió su propietario Bernardino de Mendoza. Esta casa estaba en la zona conocida como Río Olmos. Pero el sitio resultaba insalubre y también un poco alejado de la villa por lo que los frailes tomaron la decisión de buscar un mejor acomodo. Lo encontraron en unas casas cedidas por Juan Alvarado, patrono del convento; estaban dichas casas en la zona sur del ejido concejil y allí estuvieron hasta que pudieron ir construyendo el definitivo convento cuya fábrica se atribuye a Francisco de Praves.
Los cronistas de la Orden siguiendo las anotaciones de su libro becerro dan las fechas de 1560 y 1563 para la instalación del convento en este lugar. Por otra parte los historiadores locales Juan Antolínez de Burgos y Matías Sangrador dan la fecha de 1552. Recibieron como limosna y ayuda de María de Mendoza (viuda de Francisco de los Cobos secretario de Carlos I) la cantidad de 2000 ducados para comprar más terreno y más casas y poder ir construyendo el definitivo convento. Además de los edificios llegaron a tener una gran huerta. Hacia 1620 se terminaron las obras de la iglesia llevadas a cabo por Juan de Mazarredonda y Francisco de Praves. Todo el conjunto conventual fue una obra de gran envergadura. Trascurrieron los siglos XVII y XVIII con total normalidad en la vida del convento hasta comienzos del siglo XIX en que tuvo lugar la guerra de la independencia.
En 1835 y tras la exclaustración el convento se destinó de manera provisional a hospital militar. En 1842 ya no era de manera provisional sino definitiva. El edificio de la iglesia se utilizó como almacén y en las demás dependencias se hicieron obras para instalar las oficinas necesarias. Dividieron los espacios en salas bien ventiladas con capacidad para quinientas camas, se hizo una capilla, un comedor, una sala de inspección anatómica, un cuarto para baños y farmacia.

Llegó en 1930 el momento del derribo definitivo de la iglesia y resto de dependencias monacales que todavía quedaban en pie y en el solar se levantó un nuevo edificio acorde con las necesidades de los tiempos.
 En 1997 el Ministro de Defensa español acordó su venta con el Ayuntamiento y la Junta de Castilla y León. Fue entonces habilitado como centro de hemodonación y hemoterapia más ambulatorio de la zona. Se instaló allí la Gerencia Regional de Salud de Castilla y León y el servicio del 112.

## La iglesia

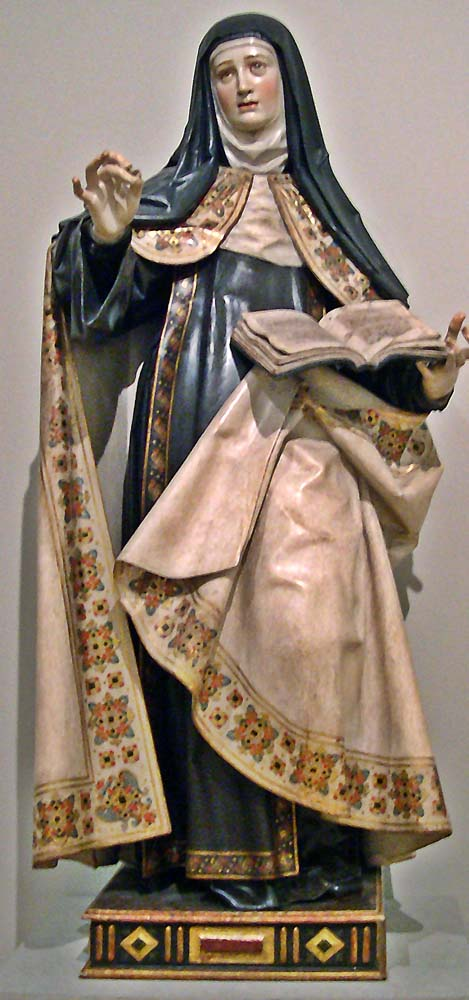
Imagen de santa Teresa; autor Gregorio Fernández

El edificio principal de todo el conjunto monástico fue la iglesia que se planteó edificarla en 1574. Comenzaron las obras con la ayuda económica de Ana de Velasco y Avendaño (viuda de Alonso de Alvarado) que adquirió de esta manera su patronazgo en especial el patronazgo de la capilla mayor. Dicho patronazgo incluía el derecho a enterramiento dentro de la capilla mayor, para ella y sus descendientes. Comenzó primeramente a construirse la cabecera, brazos del crucero y capilla mayor a cargo del maestro de obras Francisco del Río que se comprometió a terminar el trabajo en seis años y presentó como fiadores a Juan Tomás Celma (entallador) y Juan de la Lastra con Rodrigo de Olave (maestros de cantería). En 1621 se terminaron las obras, incluso el campanario y en el interior ya estaban colocadas las vidrieras, la rejería, los escudos y las pinturas. La capilla mayor tenía un buen retablo con obras de Gregorio Fernández cuya descripción hizo Isidoro Bosarte tras su viaje por Valladolid en 1808:

El retablo principal del Cármen calzado, que es de Gregorio Hernandez, da á entender desde luego que es traza de buen escultor. Consta de dos cuerpos de arquitectura, el de abaxo es corintio, y contiene quatro columnas. El segundo viene á ser un grande ático para rematar en un arco que incluye un calvario con las figuras del Crucifixo, la Virgen y San Juan, todas del tamaño natural. El cuerpo corintio contiene en medio una gran medalla de mucho relieve, cuyo asunto es la Virgen entregando el escapulario á San Simon Stoc. Por los paños solamente y no por las cabezas, á fuerza de mirar y remirar esta medalla, he podido conocer ser de Hernandez. En los intercolumnios son de mucho mérito las efigies de los dos Santos Cirilos.
Isidoro Bosarte

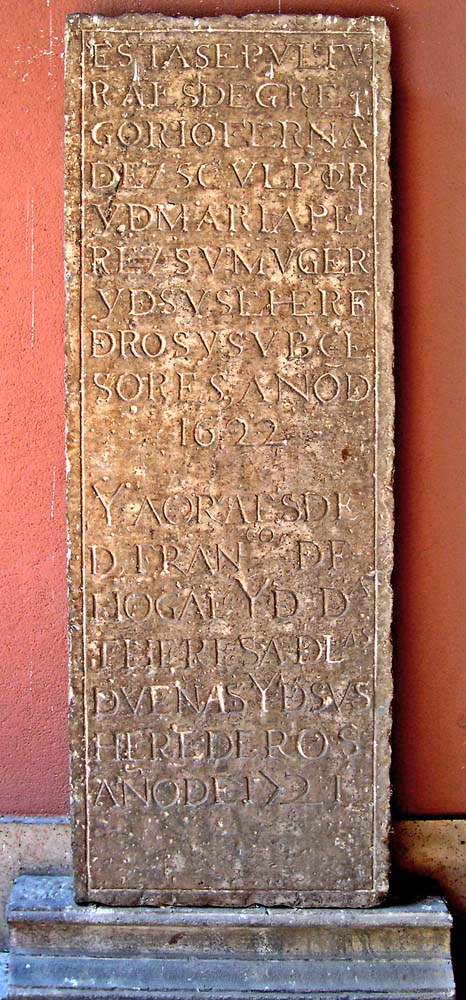
Lápida de la tumba de Gregorio Fernández. Museo de Valladolid

Además de la capilla mayor tenía varias capillas laterales a derecha e izquierda. Una de estas capillas era la de la Virgen del Carmen, situada en el lado del Evangelio cuya imagen titular con el Niño en brazos alcanzaron a ver el viajero ilustrado Antonio Ponz, el historiador y viajero Isidoro Bosarte y el pintor Antonio Palomino. Atribuyeron la imagen al trabajo de Gregorio Fernández y destacaron su calidad, elegancia y belleza. Esta escultura pasó al hospital de la Resurrección después de la exclaustración y más tarde se guardó en el museo de Escultura llamado por entonces Museo Provincial de Bellas Artes. Aquella escultura se mantuvo durante años en el museo, incluso estuvo en la nueva sede hasta que finalmente pasó a manos del negociante en bienes desamortizados Manuel Safont  que la compró y después se perdió su rastro para siempre. Otra de las imágenes que se conocen de este escultor es la de santa Teresa de Jesús realizada en 1625 para la capilla del lado de la epístola mandada hacer por fray Juan de Orbea, personaje de peso en el convento además de amigo personal de Gregorio Fernández. El escultor quiso enterrarse  en esta iglesia y con ese fin compró años antes de su muerte, en 1622, la sepultura para él y su familia. Un siglo después, en 1721, un vecino de Valladolid llamado Francisco Hogal adquirió los derechos de la tumba. Este hecho puede leerse en la propia lápida que se conserva en el museo de Valladolid donde fue llevada a raíz del derribo de la iglesia. No pudo hacerse lo  mismo con los huesos mezclados que encontraron dentro así que los restos del escultor se perdieron para siempre. Sin embargo se pudo rescatar en 1809 el retrato del artista hecho por su amigo el pintor vallisoletano Diego Valentín Díaz encontrado en el crucero. Ponz lo describió así: «Retrato del insigne escultor de España Gregorio Hernandez o Fernandez en lienzo de más de media vara de alto que se halla embutido en la pared de la iglesia cerca del altar de Nra. Madre del Carmen.» En 1818 se llevó esta pintura a la Real Academia de Bellas Artes de la Purísima Concepción y de allí pasó al entonces Museo Provincial de Valladolid.